# Orde de Sant Jordi d'Alfama

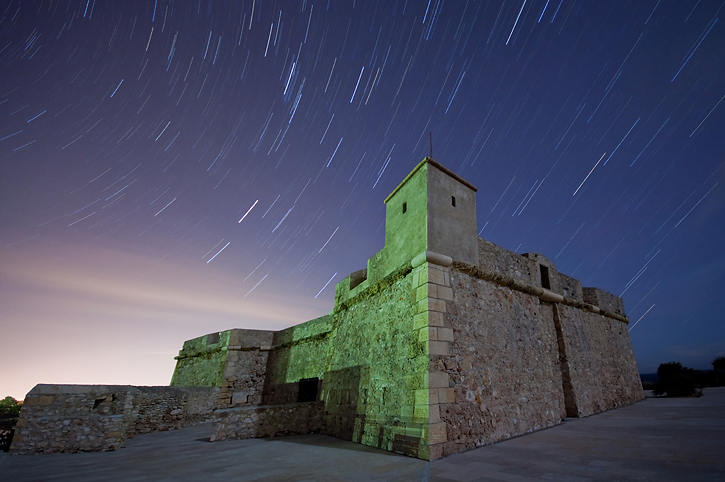
Castell de Sant Jordi d'Alfama.

L'Orde de Sant Jordi d'Alfama és un orde militar que fou fundat l'any 1201, per Pere I el Catòlic, rei d'Aragó i comte de Barcelona. Va rebre aquest nom atès que se li va concedir el desert d'Alfama, on edificaren la fortalesa priorat de Sant Jordi d'Alfama, arran de mar, prop de l'emplaçament on avui hi ha el castell de Sant Jordi d'Alfama, a unes cinc llegües de Tortosa (a l'actual terme municipal de l'Ametlla de Mar), amb l'objectiu de defensar aquesta zona de la pirateria.
Per a comprendre la decisió reial de fundar un orde militar, cal tenir en compte la personalitat del monarca i les circumstàncies que van envoltar el seu regnat. Pere era fill primogènit d'Alfons I. Pel testament patern va rebre Aragó, Catalunya i terres del sud de l'actual França, mentre que son germà, Alfons, rebia Provença, Milhau i Gavaldà. Malgrat aquesta divisió, es va conservar certa unió en els dominis catalanooccitans, enfortida per l'aliança política entre ambdós germans i perquè a la mort d'Alfons II de Provença, Pere va exercir la tutoria sobre el seu jove nebot, Ramon Berenguer V. Però, per tal de mantenir la fastuositat de la seva cort, alhora que un exèrcit ben proveït, Pere necessitava cabals i aquests els obtenia mitjançant la imposició de forts tributs que provocaven el descontentament popular. Una de les seves idees va ser ampliar els seus dominis, emprenent la guerra contra els moros a fi d'arrabassar-los terres. Seria per aquest motiu que l'any 1201 va creure interessant la creació d'un orde militar, els cavallers del qual l'havien d'ajudar en l'esmentada tasca.

## Història

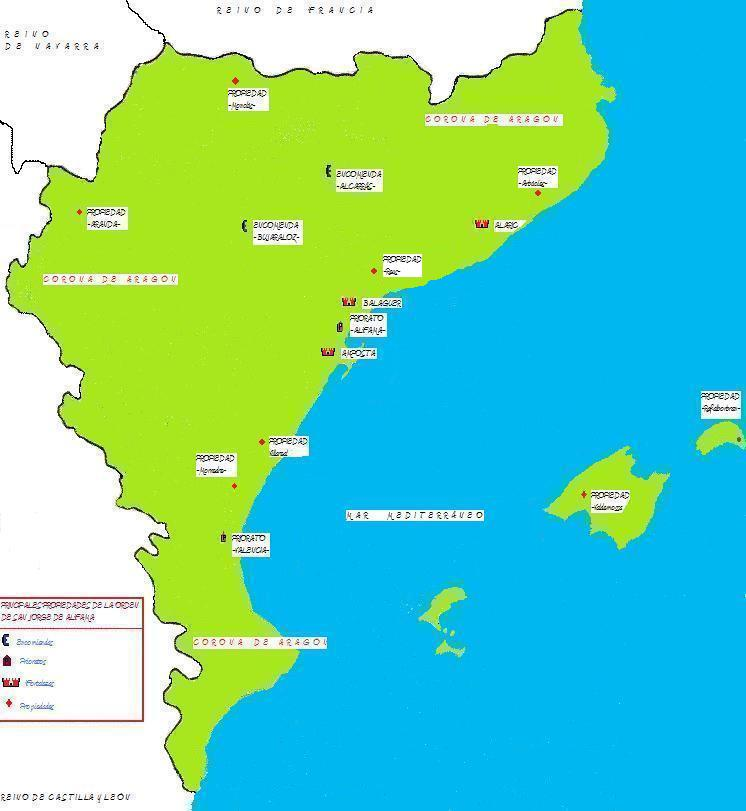
Dominis de l'orde

L'orde va decidir de regir-se per la Regla de Sant Agustí (confirmada en l'any 1373). Pere va emprendre la guerra i va aconseguir, amb l'ajut dels cavallers de l'orde, conquerir Ademús i Castellfabib als moros de València.
El rei es va centrar en la seva aliança amb Castella i va intentar d'apoderar-se de l'illa de Mallorca amb una expedició que va acabar en fracàs. Alfons VIII de Castella li va sol·licitar ajuda per combatre el poder moro i els aragonesos i catalans li van atorgar participant en la batalla de Las Navas de Tolosa. Entre la host del Rei Pere es trobaven els cavallers de l'Orde de Sant Jordi, que no van dubtar a acudir a la crida del monarca.
En la darrera etapa del seu regnat, Pere es va trobar davant un dilema: d'una banda, desitjava conservar l'amistat dels nobles del Llenguadoc i, per l'altra, no volia enfrontar-se al Papa, que havia decretat la croada contra els càtars. La decisió papal d'enviar la noblesa francesa contra els albigesos va obligar Pere a aliar-s'hi. El problema afectava també l'orde de Sant Jordi, obligada, d'una banda, a combatre amb el rei que l'havia creat i, de l'altra, a entrar en combat contra les forces protegides pel papa. Pere va resultar derrotat i mort a la batalla de Muret i tota Occitània va quedar en poder dels croats, amb la qual cosa les pretensions catalanes sobre totes aquestes terres van quedar definitivament arruïnades. L'Orde de Sant Jordi, tanmateix, no va deixar d'existir.

## Declivi
El rei Pere III el Cerimoniós va voler donar nou vigor a l'orde, per la qual cosa en va sol·licitar del papa Gregori XI, l'aprovació pontifícia. Aquesta li fou atorgada i per part del rei, l'orde va rebre el lloc d'Aranda. Ja per aquell temps, l'Orde de Sant Jordi havia iniciat la decadència. El seu convent era molt pobre i el nombre de cavallers era cada vegada més escàs.
Martí I l'Humà va intentar d'enfortir-lo tot fusionant-lo amb l'Orde de Montesa. El papa Benet XIII d'Avinyó hi va donar l'aprovació, de manera que els cavallers de Sant Jordi es van integrar en l'orde de Montesa.